# Опсада Сагунта
Опсада Сагунта одвијала се између 219. и 218. п. н. е. између Картагињана са једне стране и грађана Сагунта са друге стране. Та битка је представљала окидач за Други пунски рат.

## Ханибал осваја подручја до реке Ебро
Ханибал је 221. п. н. е. постао врховни командант картагињанских снага у Иберији. За кратко време овладао је свим територијама са десне стране реке Ебро сем Сагунта, који је био римски савезник, па је Ханибал једно време избегавао окршај са њима. Две године се припремао и планирао за инвазију на Римску републику. Римљани нису реаговали, иако су били информисани о Ханибаловим припремама. Нису тада још увек знали за његов војни таленат и његову решеност. Римљани на њега нису обраћали нарочиту пажњу, јер су сматрали да се са младим војсковођом могу да обрачунају кад год пожеле и да за то није потребно много уложенога труда.

## Значај Сагунта
Заузимање Сагунта било је од кључнога значаја за цели Ханибалов план. Сагунт је био један од најбоље утврђених градова у том подручју и било би опасно да га остави у рукама непријатеља. Знао је да ће се падом Сагунта остала иберска племена много лакше предати. Поред тога Ханибал је морао и да брине о својој војсци одржавајући их ратним пленом. У Ханибаловој војсци су већином били најамници из северне Африке, Иберијскога полуострва и Гали. Ратни плен омогућавао је Ханибалу и да држи под контролом своје политичке противнике у самој Картагини.

## Узроци рата са Сагунтом и римска делегација
Ханибал је разлоге за рат са Сагунтом нашао у свађи Сагунта са суседима Турдетанима. Сагунћани су знали да се припрема рат, па су тражили помоћ од Рима. Пре Ханибаловога напада на Сагунт Римљани су одредили делегацију, у којој су били Публије Корнелије Сципион и Тиберије Семпроније Лонг. Касније су одредили другу делегацију. Требало је да они испитају ситуацију и упозоре Ханибала да не напада Сагунт. Према Ливију Ханибал је започео опсаду Сагунта пре њиховога доласка, а према Полибију стигли су пре опсаде. Римска делегација упозорила је Ханибала да не прелази реку Ебро, према споразуму Римљана и Хаздрубала Лепога из 226. п. н. е. Међутим Сагунт је био испод те линије, тако да напад на Сагунт није представљао кршење тога споразума. Ханибал је рекао да су Сагунћани повредили неке картагињанске поданике. Римљанима је поручио да су они прекршили одредбе мировнога споразума заузимајући Сардинију, која је припадала Картагини. Римски Сенат је у време опсаде Сагунта ситуацију у Илирији и Други илирски рат сматрао много важнијим питањем. Ханибал је у поход на Сагунт кренуо из Нове Картагине. Територија Сагунта била је једна од најплоднијих у Иберији.

## Опсада
Током опсаде Ханибал је имао велике губитке због веома добро утврђенога града, а и због истрајности бранилаца. Сагунћани су се обратили Риму за помоћ, али Рим им није послао никакву помоћ. Сагунт је пао 218. п. н. е. након осам месеци опсаде. Ханибал је добио много ратнога плена, укључујући робове и новац. Тај догађај означио је почетак Другога пунскога рата. Ханибал је имао базу одакле је могао да снабдева своју војску са храном и да шаље појачања у случају потребе. Да су Римљани дошли да помогну Сагунту могли су да спрече пад града и да спрече Ханибалов поход преко Пиринеја.

## Последице
Након опсаде Ханибал је покушао да добије подршку картагињанскога сената. Сенат је био под контролом релативно проримски расположене странке, коју је предводио Ханон Велики. Картагињански сенат се често супростављао Ханибаловим агресивним методама ратовања и никад му није дао потпуну и безусловну подршку. Није му је дао чак ни када је Ханибал био на вратима Рима. Међутим након опсаде Сагунта Ханибал је добио ограничену подршку, која му је омогућила да окупи своју војску у Новој Картагини и обавести их о својим намерама. Пре почетка похода према Пиринејима Ханибал је предузео кратко религиозно ходочашће.